# Sandy River (Maine)
Sandy River Plantation ist eine Plantation im Franklin County des Bundesstaates Maine in den Vereinigten Staaten. Im Jahr 2020 lebten dort 128 Einwohner in 368 Haushalten, in den Vereinigten Staaten werden auch Ferienwohnungen als Haushalt gezählt, auf einer Fläche von 91 km²

## Geografie
Nach dem United States Census Bureau hat Sandy River Plantation eine Gesamtfläche von 91 km², von denen 88 km² Land sind und 3 km² aus Gewässern bestehen.

### Geografische Lage
Sandy River Plantation liegt zentral im Franklin County. Im Nordwesten grenzt der Rangeley Lake an und im Westen liegt auf dem Gebiet der Plantation der Long Pond. Zentral am Sandy River befinden sich die Sandy River Ponds. Es gibt weitere kleinere Seen auf dem Gebiet der Plantation. Die Oberfläche ist hügelig, die höchste Erhebung ist der 954 m hohe Beaver Mountain.

### Nachbargemeinden
Alle Entfernungen sind als Luftlinien zwischen den offiziellen Koordinaten der Orte aus der Volkszählung 2010 angegeben.
- Norden: Dallas Plantation, 7,4 km
- Osten: East Central Franklin, Unorganized Territory, 18,0 km
- Süden: West Central Franklin, Unorganized Territory, 7,6 km
- Westen: Rangeley Plantation, 17,4 km

### Klima
Die mittlere Durchschnittstemperatur in Sandy River Plantation liegt zwischen −11,8 °C (11 °Fahrenheit) im Januar und 18,33 °C (65 °Fahrenheit) im Juli. Damit ist der Ort gegenüber dem langjährigen Mittel der USA um etwa 9 Grad kühler. Die Schneefälle zwischen Oktober und Mai liegen mit bis zu zweieinhalb Metern mehr als doppelt so hoch wie die mittlere Schneehöhe in den USA; die tägliche Sonnenscheindauer liegt am unteren Rand des Wertespektrums der USA.

## Geschichte
Sandy River gehörte zur 1845 organisierten Groß-Plantation Dallas Plantation. Ursprünglich wurde diese als Plantations 2 and 3 in the first range and 2 and 3 in the second range of townships, zusammen mit T3 R1 WBKP, heute Rangeley Plantation, T2 R2 WBKP, heute Dallas Plantation und T3 R2 WBKP, heute die Town Rangeley, bezeichnet. Als multiple Township Plantations im Jahr 1859 verboten wurden, wurde das Gebiet neu organisiert, damit die Bewohner ihr Wahlrecht weiter nutzen konnten. Endgültig wurde die Plantation 1905 organisiert.

### Einwohnerentwicklung
| Volkszählungsergebnisse – Plantation of Rangeley, Maine | Volkszählungsergebnisse – Plantation of Rangeley, Maine | Volkszählungsergebnisse – Plantation of Rangeley, Maine | Volkszählungsergebnisse – Plantation of Rangeley, Maine | Volkszählungsergebnisse – Plantation of Rangeley, Maine | Volkszählungsergebnisse – Plantation of Rangeley, Maine | Volkszählungsergebnisse – Plantation of Rangeley, Maine | Volkszählungsergebnisse – Plantation of Rangeley, Maine | Volkszählungsergebnisse – Plantation of Rangeley, Maine | Volkszählungsergebnisse – Plantation of Rangeley, Maine | Volkszählungsergebnisse – Plantation of Rangeley, Maine |
| Jahr                                                    | 1800                                                    | 1810                                                    | 1820                                                    | 1830                                                    | 1840                                                    | 1850                                                    | 1860                                                    | 1870                                                    | 1880                                                    | 1890                                                    |
| ------------------------------------------------------- | ------------------------------------------------------- | ------------------------------------------------------- | ------------------------------------------------------- | ------------------------------------------------------- | ------------------------------------------------------- | ------------------------------------------------------- | ------------------------------------------------------- | ------------------------------------------------------- | ------------------------------------------------------- | ------------------------------------------------------- |
| Einwohner                                               |                                                         |                                                         |                                                         |                                                         |                                                         |                                                         |                                                         | 111                                                     | 50                                                      | 45                                                      |
| Jahr                                                    | 1900                                                    | 1910                                                    | 1920                                                    | 1930                                                    | 1940                                                    | 1950                                                    | 1960                                                    | 1970                                                    | 1980                                                    | 1990                                                    |
| Einwohner                                               | 21                                                      | 78                                                      | 97                                                      | 79                                                      | 88                                                      | 55                                                      | 54                                                      | 73                                                      | 50                                                      | 64                                                      |
| Jahr                                                    | 2000                                                    | 2010                                                    | 2020                                                    | 2030                                                    | 2040                                                    | 2050                                                    | 2060                                                    | 2070                                                    | 2080                                                    | 2090                                                    |
| Einwohner                                               | 93                                                      | 133                                                     | 128                                                     |                                                         |                                                         |                                                         |                                                         |                                                         |                                                         |                                                         |

## Wirtschaft und Infrastruktur

### Verkehr
Die Maine State Route 4 verläuft vom Nordwesten in den Südosten der Plantation und verbindet sie mit Rangeley im Norden und Farmington im Süden.

### Öffentliche Einrichtungen
In Sandy River Plantation gibt es keine medizinischen Einrichtungen. Die nächstgelegenen befinden sich in Rumford, Farmington und Rangeley.
Sandy River Plantation besitzt keine eigene Bücherei. Die nächstgelegenen befinden sich in Stratton, Carrabassett Valley und in der Town Rangeley.

### Bildung
Sandy River Plantation gehört mit Dallas Plantation, Magalloway Plantation, Rangeley und Rangeley Plantation zur RSU 78, den Rangeley Lakes Regional Schools. In der Town Rangeley stehen eine Elementary, Middle School und eine High School zur Verfügung.